# The Butcher Boys
The Butcher Boys es una escultura de yeso de la artista sudafricana Jane Alexander. La obra consta de tres bestias humanoides de tamaño natural con piel fina, ojos negros, cuernos rotos, y sin bocas que se sientan en un banco. Las bestias están desprovistas de sus sentidos exteriores - los oídos no son más que gargantas profundas en la cabeza y las bocas desaparecen, parecen estar cubiertas con una piel rugosa y espesa. La obra de arte representa las fuerzas deshumanizadoras brutales del apartheid en Sudáfrica. Las partes de los animales muestran cómo las personas se despojaron de su humanidad y se colocaron por encima de los demás, pensando que eran mejor. La escultura significa que sólo los animales serían tan crueles unos con otros y nunca deberían ser así los seres humanos.